# Pala de Sarzana
El Retablo de Sarzana o Pala de Sarzana (pala en italiano denomina a un retablo de un solo panel) también mencionado como Madonna con el Niño y ocho santos, fue una pintura al óleo sobre tabla del artista italiano Andrea del Sarto, datado hacia 1528 aproximadamente. El retablo de altar estaba ubicado en el Kaiser-Friedrich-Museum (actual Bode-Museum) de Berlín, pero durante la Segunda Guerra Mundial fue trasladado por precaución a la Flakturm Friedrichshain, una torre defensiva, en la que inesperadamente se desató un devastador incendio en 1945 que destruyó todas las obras de arte almacenadas en su interior, incluyendo la tabla sartesca.

## Historia

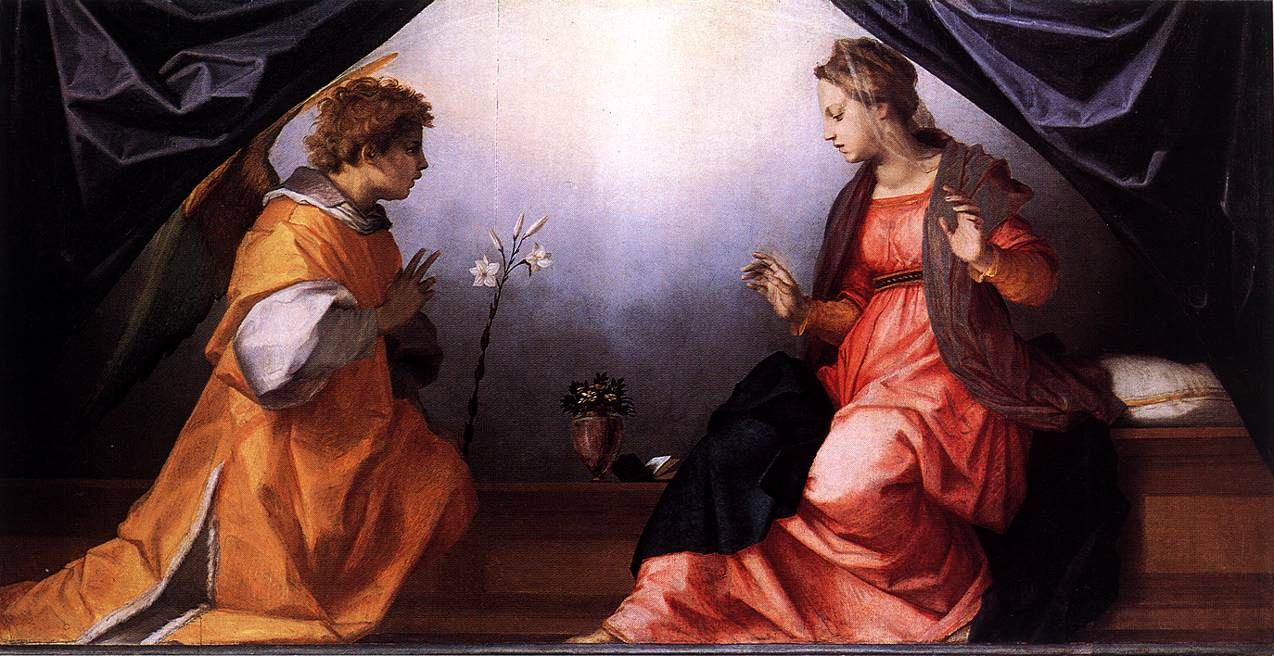
Anunciación Della Scala, originalmente ideada como coronamiento del Retablo de Sarzana (Galería Palatina del Palacio Pitti, Florencia)

La pintura fue realizada en Florencia por Andrea del Sarto en 1528 aproximadamente, después de haber completado ya el Retablo de Vallombrosa, y le fue encargado por Giuliano della Scala para ser enviado a Sarzana, como recoge Giorgio Vasari en su Vite (1568), donde escribió:

[...] le hizo hacer Giuliano Scala, para mandar a Serrezzana, en una tabla a Nuestra Señora con el Hijo en el regazo y dos medias figuras de rodillas para arriba, San Celso y S. Julia, S. Onofre, S. Catalina, San Benito, S. Antonio da Padua, San Pedro y San Marcos.
Giorgio Vasari, en Vita d'Andrea del Sarto eccellentissimo pittore fiorentino

Después de diversas vicisitudes, la obra terminó en las colecciones alemanas del Kaiser-Friedrich-Museum, el actual Bode-Museum de Berlín. Al comenzar la Segunda Guerra Mundial la tabla se trasladó por precaución a la Flakturm Friedrichshain, una torre defensiva, junto con otras muchas obras de arte, pero aquí encontraría su fin destruida en un devastador incendio en 1945.
Queda un dibujo a la sanguina sobre papel realizado por el pintor como estudio preparatorio, que se conserva en el Kupferstichkabinett de Berlín. En la Galería Palatina del Palacio Pitti de Florencia se encuentra la denominada Anunciación Della Scala, que originalmente iba a formar parte del Retablo de Sarzana como su coronamiento, pero al final no fue enviada a Sarzana sino que quedó en manos de Giuliano della Scala.
En la Galería Borghese de Roma se conserva una de las siete copias y derivaciones conocidas del panel central del destruido retablo. Es una réplica contemporánea procedente del mismo círculo de Andrea del Sarto y representa a la Madonna con el Niño de este retablo, a la cual le ha sido añadida la figura de San Juan Bautista niño, no presente en el original.

## Descripción

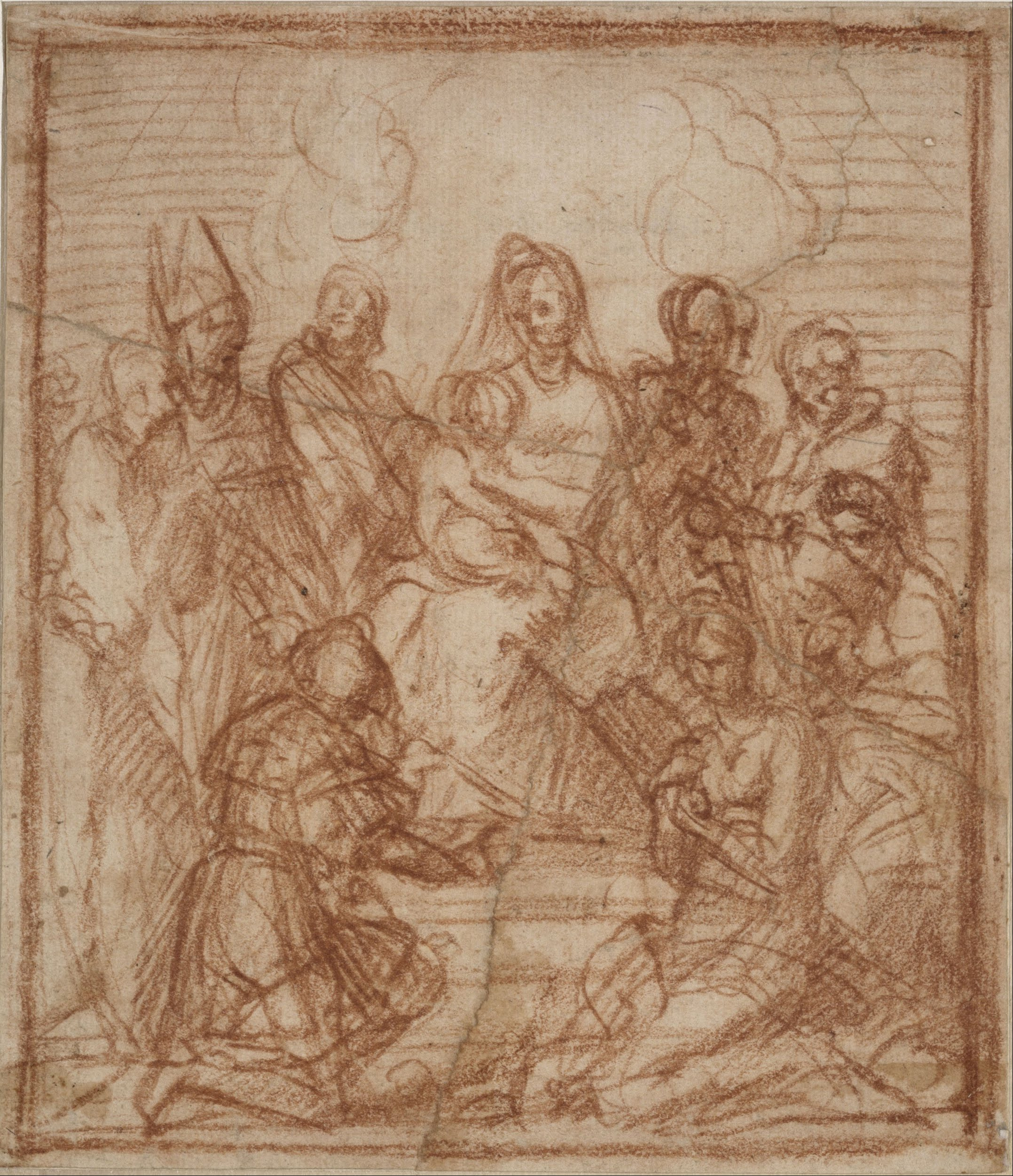
Estudio preparatorio para el Retablo de Sarzana, dibujo a sanguina sobre papel de Andrea del Sarto, 15,6 × 13,5 cm, 1528 aproximadamente (hoy en el Kupferstichkabinett de Berlín).

La obra era un retablo de altar al óleo sobre tabla y medía 228 cm de altura y 185 cm de ancho.
El retablo representaba una típica sacra conversación, es decir la Virgen con el Niño entronizada rodeada de santos. Aquí la Madonna se encontraba sobre un trono en lo alto de una escalinata, con una estructura arquitectónica en forma de nicho detrás, sentada girada de tres cuartos con el Niño Jesús en su regazo, desnudo y con los brazos intentando rodearla.
A los pies de los escalones, en primer plano y de media figura, aparecían San Celso (a la izquierda, girado de espaldas) y Santa Julia (a la derecha, vuelta hacia el espectador). Mientras, arriba a los lados de la Madonna en el trono, estaban a cada lado de cuerpo entero y en posturas simétricas: San Onofre, Santa Catalina, arrodillados delante, San Benito, San Antonio de Padua, detrás y San Pedro y San Marcos en segundo plano.
Observando el dibujo preparatorio a la sanguina sobre papel es posible notar como se realizaron varias modificaciones en la versión final, como el reemplazo de la nube detrás de la Madonna (sustituida por una estructura arquitectónica) o la omisión de la mitra del santo obispo, ya que aparentemente perturbaba la simetría y se levantaba más alto que la cabeza de la Madonna.